# Redécouverte d'Aristote

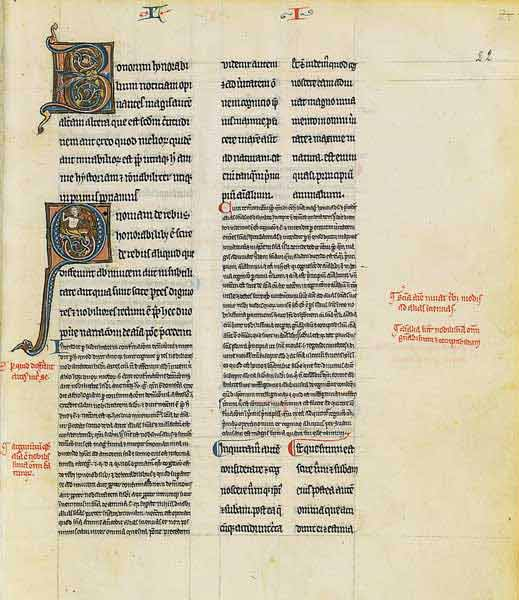
Manuscrit du XIIIe siècle relatant les commentaires du philosophe arabe Averroès sur les œuvres d'Aristote

La redécouverte d'Aristote est la période historique allant du milieu du XIIe au XIIIe siècle, durant laquelle la plupart des livres d'Aristote ont été redécouverts, traduits du grec ancien au syriaque ou au latin, et copiés massivement, au cours du Moyen Âge,. La redécouverte a duré environ un siècle,  permettant l'émergence d'une quarantaine d'ouvrages, formant le Corpus aristotelicum. La récupération des textes d'Aristote est considérée comme une période majeure de la philosophie médiévale, menant à l' aristotélisme,,.   

## Contexte

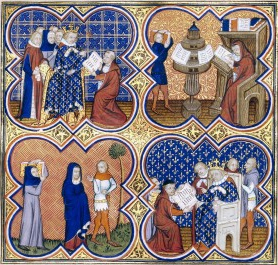
Charles V ordonnant la traduction d'Aristote, enluminure du XIVe siècle (Manuscrit Français 204 de la BNF, f.347)

### Traductions antécédentes
Les érudits syriaques chrétiens du début du Moyen Âge, ont traduit et commenté les textes d'Aristote du grec ancien à l'arabe. La préservation des idées grecques fut ainsi un des apports majeurs de la civilisation orientale.  
Au IVe siècle, le grammairien romain Marius Victorinus traduit deux livres d'Aristote traitant de logique en latin : les Catégories, et De Interpretatione. Un peu plus d'un siècle plus tard, la plupart des œuvres logiques d'Aristote, à l'exception peut-être des Seconds Analytiques, avait été traduite par Boèce, entre 510 et 512. Seules les traductions de Boèce des Catégories et des Interprétations étaient en circulation avant le XIIe siècle. Peu d’œuvres d'Aristote n'ont pas fait l'objet de traduction en arabe à l'époque. Le sort de la Politique reste malheureusement  incertain. 

### Redécouverte
Les autres livres d'Aristote sont finalement traduits en latin plus de 600 ans plus tard, à partir du milieu du XIIe siècle. La traduction a été tardive à cause, notamment, des limitations techniques (les textes étaient copiés à la main), de l'accès insuffisant aux textes grecs, et au faible nombre de personnes pouvant traduire du grec ancien.  
Les premières traductions achevées furent celles concernant la logique, car elles utilisaient les traductions de Boèce comme base,.  La Physique a ensuite été traduite, suivie de la Métaphysique. Le Commentaire sur la métaphysique d'Aristote d'Averroès a été traduit au XIIIe siècle. Toutes les œuvres avaient fini d'être traduites au milieu du XIIIe siècle.  
Un texte comme De l'âme, par exemple, n'était pas disponible en latin en Europe chrétienne avant le milieu du XIIe siècle. La première traduction latine fut celle de Jacques de Venise (au XIIe siècle). La deuxième traduction latine (translatio nova, nouvelle traduction) a été réalisée à partir de la traduction arabe du texte aux alentours de l'an 1230, accompagnée du commentaire d’ Averroès ; on pense que le traducteur est Michael Scot. La traduction de Jacques fut ensuite revue par Guillaume de Moerbeke en 1266-1267, et fut connue sous le nom de "recensio nova" (nouvelle recension) ; c'est la version qui eut le plus de succès à l'époque. De l'âme est devenu avec le temps un des piliers de l'enseignement de philosophie dans les universités du Moyen-Âge, donnant naissance à une féconde tradition d'exégèse dans les années 1260 à 1360. 
Bien que Platon ait été le professeur d'Aristote, la plupart de ses écrits n'ont été traduits en latin que plus de deux cents ans après la récupération d'Aristote. Le seul dialogue de Platon en circulation au Moyen Âge était la première partie du Timée (jusqu'à 53 c), traduite et accompagnée d'un commentaire de Chalcidius. Le Timée décrit la cosmogonie de Platon, c'est-à-dire sa conception de l'origine de l'univers. Au XIIe siècle, Henri Aristippe traduit le Ménon et le Phédon, mais la circulation de ces œuvres fut très limitée. Certaines traductions des livres de Platon ont disparu au cours du Moyen Âge. Ce n'est qu'environ 200 ans après la redécouverte d’Aristote que Marsile Ficin traduit et commente les œuvres complètes de Platon.

## Postérité
Parce que ces œuvres nouvellement traduites réfutaient la notion de Dieu, d'âme immortelle ou de Création, certains chefs de l'Église catholique ont souhaité censurer ses textes pendant des décennies, comme cela avait déjà été le cas lors des bannissements de 1210-1277 à l'Université de Paris. 
À la même époque, Thomas d'Aquin (1225-1274), réussit à concilier les points de vue aristotélicien et chrétien dans son magnum opus, la Summa Theologica (1265-1274).